# Gottlieb Gluge

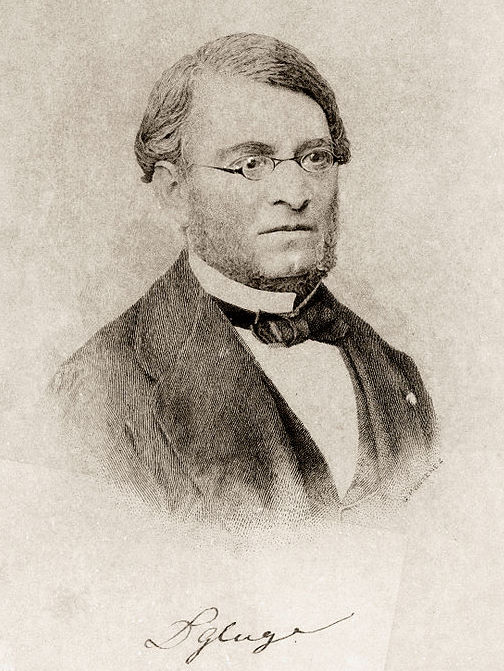
Gottlieb Gluge

Gottlieb Gluge (* 18. Juni 1812 in Brakel; † 22. Dezember 1898 in Nizza) war ein deutscher Pathologe, der überwiegend in Brüssel wirkte.
Gluge, dessen Vater Mathias Klucke Kantor in der örtlichen Synagoge war, besuchte das Gymnasium in Detmold und studierte ab 1831 in Berlin Medizin und wurde dort 1835 promoviert (Dissertation: Observationes nounullae microscopicae fila quae primitiva dicunt in inflammatione spectantes). Schon 1833 erhielt er einen Preis der Fakultät für seine historische Abhandlung über die Influenza. Nach dem Studium ließ er sich in Minden als Arzt nieder. Bald darauf ging er auf Reisen, war 1836 in Paris und wurde 1838 Professor an der freien Universität Brüssel (mit Unterstützung von Adolphe Quetelet und Alexander von Humboldt). Er war der Erste, der dort über pathologische Anatomie Vorlesungen hielt. 1869/70 war er Rektor der Universität. 1873 trat er von seinem Lehrstuhl zurück und 1876 ging er in den Ruhestand. In Brüssel war er Leibarzt der Königin. Zuletzt war er von Krankheit geplagt und lebte mit seiner Tochter in Nizza.
Er veröffentlichte zur pathologischen Histologie (die Arbeit darüber erhielt den Montyon-Preis und wurde ins Englische übersetzt), veröffentlichte einen Atlas der pathologischen Anatomie und war ein Pionier in der Beobachtung krankhafter Vorgänge im Körper unter dem Mikroskop. Gluge unternahm zahlreiche Experimente, zum Beispiel zum Vogelflug, zur Urämie nach Entfernung der Nieren und zur Impfung von Krebs. Er war der Erste, der die Leukodiapedese beobachtete.
Gluge  arbeitete viel mit Quetelet, den er auf medizinischem Gebiet beriet. Als behandelnder Arzt gehörte Alfred de Musset zu seinen Patienten.
1843 wurde er korrespondierendes und 1849 volles Mitglied der Königlichen Akademie der Wissenschaften in Brüssel. Er gründete die Brüsseler anatomische Gesellschaft.

## Schriften
- Die Influenza oder Grippe, nach den Quellen historisch-pathologisch dargestellt, Minden 1837
- Anatomisch-mikroskopische Untersuchungen zur allgemeinen und speziellen  Pathologie, Heft 1,Minden und Leipzig 1839, Heft 2,Jena 1841
- Abhandlungen zur Physiologie und Pathologie, Jena 1841
- Atlas der pathologischen Anatomie, 2 Bände, Jena 1843 bis 1850 (Der Abschnitt Pathologische Histologie erschien 1853 in englischer Übersetzung in Philadelphia Atlas of pathological histology)
- Physiologie, in der Encyclopèdie populaire, 2. Auflage Brüssel 1853
- La nutrition, ou la vie considérée dans ses rapports avec les aliments, Brüssel 1856
- mit J. d'Udekem: De quelques parasites végétaux développés sur des animaux vivants, Bull. de l'Acad. roy. des sc. de Belg. 1856
- Sur la coagulation du sang après la section du nerf grand sympathique, Bull. de l'Acad. roy. de médec. de Belgique 1856
- De l'influence des académies sur les progrès de la science, Bull. de l'Acad. roy. de médec. de Belgique 1857
- La liberté d'enseigner et la liberté d'ignorer, Brüssel 1870.